# حور مكسيكي
حور مكسيكي (الاسم العلمي:Populus mexicana) هي نوع نباتي يتبع جنس الحور من الفصيلة الصفصافية.  